# Київський губернський кооперативний з’їзд
Київський губернський кооперативний з'їзд Відбувся 27–29 (14–16) березня 1917 у приміщенні Педагогічного музею. З'їзд, на який прибули кооперативні діячі з інших губерній України, перетворився на першу багатолюдну маніфестацію українських національних сил. Почесним головою обрано М.Грушевського, який не раз виступав на з'їзді, головою — Х.Барановського, секретарем — П.Христюка. Всі постанови з'їзду мали виразний національний характер. У резолюції про майбутній політичний устрій делегати записали: «…Тільки демократична федеративна республіка в Росії з національно-територіальною автономією України і з повагою до прав національних меншин забезпечить права українського народу». З'їзд висловився за підтримку Тимчасового уряду, організацію народної влади на місцях, запропонував замінити поліцію народною міліцією. Делегати зажадали негайного впровадження української мови у школі, суді, церкві, в усіх громадських і урядових інституціях, звернулися до Тимчасового уряду з проханням про звільнення полонених на фронтах Першої світової війни галичан. 29(16) березня — в останній день роботи з'їзду — в Києві відбулося «Свято свободи» — масова маніфестація, в якій окремою колоною під синьо-жовтими прапорами взяли участь українські організації.